# Kilimanjaro (region)
Kilimanjaro er  af Tanzanias 26 administrative regioner. Regionens hovedstad er byen Moshi. Kilimanjaro, Afrikas højeste bjerg, dominerer den nordlige del af regionen, og 753 km² af de højestliggende områder udgør Kilimanjaro nationalpark, som også er verdensarvsomåde. Regionen grænser til Kenya i nord og øst, i syd til Tanga-regionen, i sydvest til Mayara-regionen og i vest til Arusha-regionen.
Regionen har omkring  1.602.530 indbyggere (2009) på et areal på 13.309 km², hvilket befolkningstæthed på 115 indb./km².

## Distrikter
Kilimanjaro-regionen er administrativt inddelt i seks distrikter: Rombo, Hai, Moshi Rural, Moshi Urban, Mwanga og Same.

## Eksterne kilder og henvisninger
1. ↑   National Bureau of Statistics, Tanzania; Regional and District Projections
2. ↑   Statoids, Regions of Tanzania

3°20′S 37°20′Ø / 3.333°S 37.333°Ø